# Phistelia
Phistelia (o Fistelia) è stata un'antica città della Campania nota grazie alla sua monetazione della quale è incerta la collocazione geografica.
Le monete di Phistelia riportano iscrizioni in lingua osca.
La collocazione della città secondo alcuni è al confine tra Campania e Sannio o nella pianura campana e in stretto rapporto commerciale con Neapolis. Alcuni hanno identificato Phistelia con la città di Puteoli.